# 茂出木浩司
茂出木 浩司（もでぎ ひろし、1967年（昭和42年）6月2日 - ）は、日本の料理人。東京都中央区日本橋出身。
東京・日本橋にある西洋料理の老舗『たいめいけん』の三代目シェフとして知られる（現：たいめいけん専務取締役）。

## 来歴

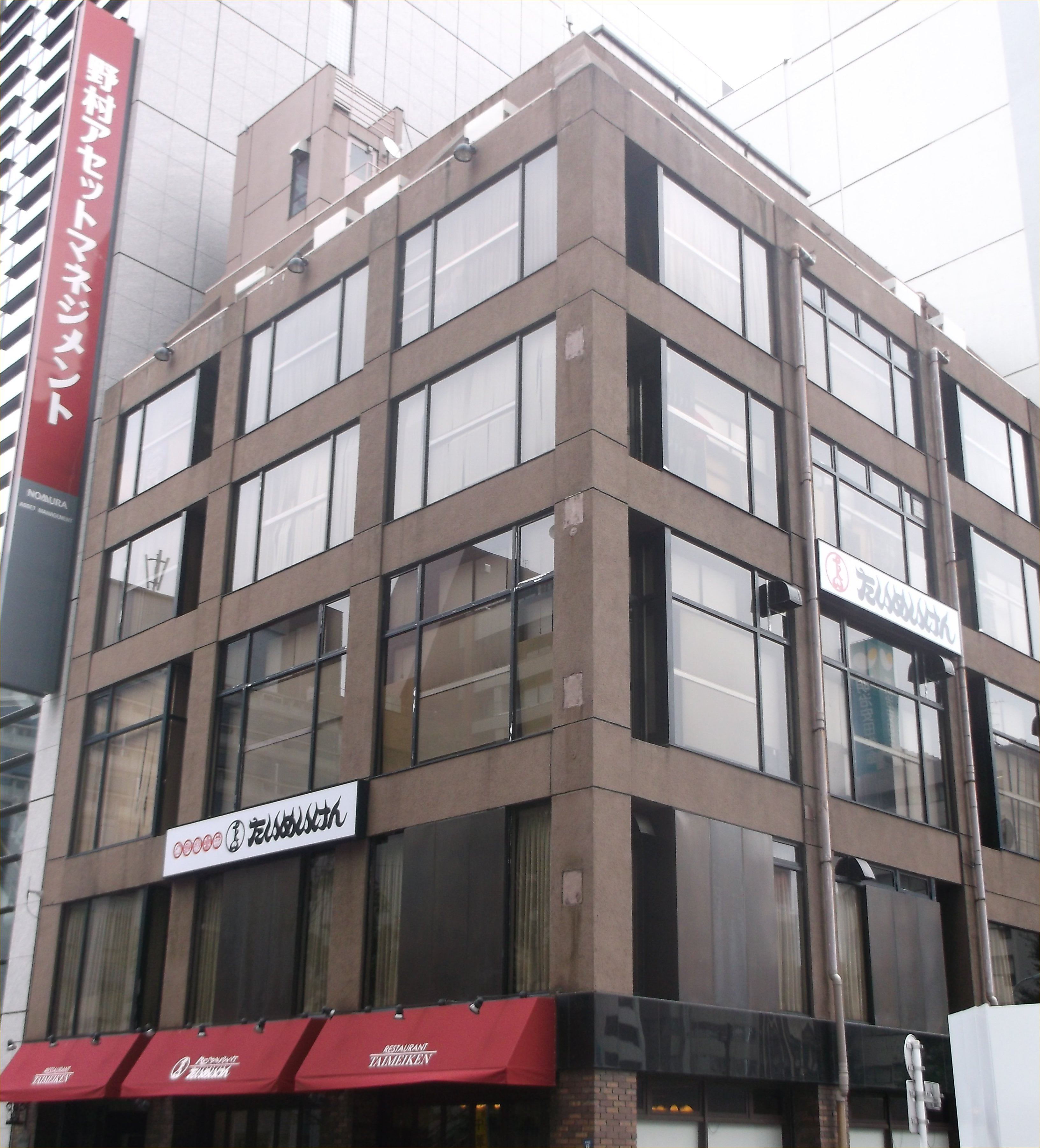
たいめいけん(東京・日本橋)

1967年、後のたいめいけん二代目オーナーとなる茂出木雅章の長男として生まれる。千代田区立永田町小学校、東京都立駒場高等学校卒業後、語学などを学ぶため渡米。帰国後いくつかの料理店で修業の後、1994年にたいめいけんに入社。
2001年には日本橋三越の地下に惣菜販売『デリカテッセン・ヒロ』を、続いて都内各所に「洋食や 三代目 たいめいけん」という姉妹店舗を開店させるなど事業を拡大させている。また、自身もテレビ番組などのメディアに登場して広告塔としての役割を果たしている。
2020年8月17日、肺がんであることを公表した。

## エピソード
- 趣味が多彩で、サーフィンや車など様々なものを経験している。現在は、創業者である祖父茂出木心護から引き継いだ凧やカイトボーディングなどにも挑戦している。
- 若いころはたいめいけんを継ぐことに抵抗や疑問を抱いた時期もあったが、祖父の遺言を思い出して心機一転したという[4][5]。
- 肌が黒いことでも知られている。これは頻繁に日焼けサロンに通って維持しているという[6]。同じく肌が黒い歌手の松崎しげるとは、松崎主催の音楽イベントにたいめいけんが出店するなど親交がある。
- 「マックスキャッホー」なる造語を自ら創作し、テレビ番組出演時によく用いる。

## 著書
- 『洋食や たいめいけん』調理栄養教育公社、2003年4月。ISBN 9784924737716。
- 『たいめいけん茂出木浩司の洋食や流お酒のおつまみ』大創産業〈有名シェフレシピブックシリーズ no.7（洋食）〉、2009年4月。
- 『たいめいけん3代目の野菜たっぷりワンプレートごはん』小学館、2009年11月。ISBN 9784091022431。
- 『臆病なワルで勝ち抜く！ 日本橋たいめいけん三代目「100年続ける」商売の作り方』講談社〈講談社+α新書〉、2014年11月。ISBN 9784062728775。

### 共著
- 茂出木雅章、茂出木浩司『たいめいけんの洋食 茂出木雅章・茂出木浩司シェフ』世界文化社〈別冊家庭画報 デリシャスbooks〉、2006年5月。ISBN 9784418061129。
- 茂出木浩司、笠原将弘、菰田欣也『定番おかず50名店シェフレシピ』世界文化社、2015年9月。ISBN 9784418153220。

### 監修
- 高梨みどり、茂出木浩司監修『昭和の憧れの一皿 洋食やたいめいけん三代目の思い出 エビフライ他』少年画報社、2014年。ISBN 978-4785954208。
- 高梨みどり、茂出木浩司監修『洋食やたいめいけん よもやま噺 コミック版』少年画報社、2016年。ISBN 978-4785958206。

## テレビ出演
- ハピふる!（2007年 - 2008年、フジテレビ） - 料理コーナー「らいぶdeキッチン」水曜日担当料理人として
- スパイスTV どーも☆キニナル!（2008年 - 2010年、フジテレビ）料理コーナー「キッチン de SHOW」木曜日担当料理人として
- しか〜も!!（2011年、日本テレビ）
- 鉄道紀行 ニッポンぶらり鉄道旅（2015年7月2日、NHK BSプレミアム）
- 有吉反省会 (日本テレビ)
- ヒルナンデス! (日本テレビ) (木曜日の料理系コーナーで登場)
- 水曜日のダウンタウン (2018年2月21日、TBS) 大食いミックスルール「小麦粉大量消費対決」に料理人プロレスラーチームとして、中西学と参戦。
- ネプリーグ (2018年2月26日、フジテレビ)
- 忘却のサチコ（2018年、テレビ東京） ‐ 茂出木浩司（本人役）
- 日本人の3割しか知らないことハナタカ優越館(2020年、テレビ朝日)
- 有吉ぃぃeeeee!そうだ!今からお前んチでゲームしない?(テレビ東京、2020年2月2日・5月10日・6月21日、2021年5月30日)
- ZIP! (2023年12月15日)「旅するエプロン」たいめいけんのハンバーグを演者がクリスマス仕様にアレンジし、茂出木が評価する。
- オールナイトフジコ（フジテレビ、2024年3月2日）[7]

## CM
- ブラウンハウスホールド 「ブラウン マルチクイック」 - ハンドブレンダー7「いつもの料理をシェフも驚く食感に」篇（2016年9月 - ）

など